# رئيس برلمان فنلندا

رئيس برلمان فنلندا (بالفنلندية: Eduskunnan puhemies، بالسويدية: Riksdagens talman)، إلى جانب نائبين اثنين له، يـُنتخب من قبل البرلمان خلال الجلسة العامة الأولى من كل عام. يُختار الرئيس لمدة عام في المرة الواحدة. إضافةً إلى إعداده للعمل في الجلسات العامة يلعب رئيس البرلمان أيضاً دوراً رئيسياً فيما يتعلق بالتعاون الدولي للبرلمان، والذي يتضمن زيارات يقوم بها رئيس البرلمان ووفود دولية فضلا عن المشاركة في منظمات برلمانية دولية عديدة.
يتم انتخاب رئيس برلمان ونائبيه من قبل البرلمان من بين أعضائه بالاقتراع السري. وبعد انتخاب الرئيس نائبيه يؤدي كل منهم الشهادة الرسمية التالية أمام البرلمان:
"أنا،... ، أؤكد أني في منصبي كرئيس سأقوم بكل ما أوتيت من قوة بالدفاع عن حقوق شعب وبرلمان وحكومة فنلندا وفقاً للدستور".
رسمياً، يأتي رئيس مجلس النواب ثانياً في البروتوكول، بعد رئيس فنلندا.
ويـُنتخب رئيس مؤقت لمدة محادثات تشكيل الحكومة.